# Albert Graen
Albert Graen (* 21. November 1925; † 10. August 2017) war ein deutscher Beamter und von 1998 bis 1999 letzter ehrenamtlicher Bürgermeister der Stadt Meckenheim im Rheinland.
Albert Graen lebte seit 1969 mit seiner Familie in Meckenheim und war zuletzt als Ministerialrat und Referatsleiter im Bundesministerium für Arbeit und Sozialordnung tätig. Bereits 1969 begann er, sich zusätzlich kommunalpolitisch zu engagieren und war Mitglied der Unabhängigen Wählergemeinschaft (UWG) und deren Vorsitzender von 1975 bis 1998 sowie zeitweise Fraktionsvorsitzender im Stadtrat. Von 1975 bis 1999 gehörte er dem Meckenheimer Stadtrat an. Zudem war er Mitglied im Aufsichtsrat der Entwicklungsgesellschaft Meckenheim-Merl und von 1989 bis 1999 deren Vorsitzender. Von März 1998 bis September 1999 war er als Nachfolger des im Amt verstorbenen Hans-Georg Preuschoff letzter ehrenamtlicher Bürgermeister Meckenheims. Danach gab er das Amt an Yvonne Kempen ab.
2005 erhielt er an seinem 80. Geburtstag die Ehrenbürgerrechte der Stadt.